# Vaulx (Górna Sabaudia)
Vaulx – miejscowość i gmina we Francji, w regionie Owernia-Rodan-Alpy, w departamencie Górna Sabaudia.
Według danych na rok 1990 gminę zamieszkiwały 562 osoby, a gęstość zaludnienia wynosiła 50 osób/km² (wśród 2880 gmin regionu Rodan-Alpy Vaulx plasuje się na 1090. miejscu pod względem liczby ludności, natomiast pod względem powierzchni na miejscu 1032.).